# Monastère Saint-Jean-Baptiste (Pskov)
Le monastère Saint-Jean-Baptiste ou monastère Saint-Jean-le-Précurseur de Zavelitchié ou encore monastère Ivanovsky (en russe : Иоанно-Предтеченский монастырь ou Ивановский монастырь) est un monastère 
orthodoxe du XIIe siècle, situé à Pskov dans le quartier de Zavélitchié (place Komsomolskaïa) sur les berges de la rivière Velikaïa. Le commanditaire des bâtiments pourrait être Vsevolod Mstislavitch. Euphrasie de Pskov (naissance entre 1170 et 1180, morte en 1243) y aurait, quant à elle, fondé un couvent en 1240. L'édifice principal du monastère, son catholicon, est la cathédrale (ou collégiale) Saint-Jean-le-Baptiste. 

## Histoire
Les dates de l'édification du monastère et de la cathédrale varient selon les historiens de 1130-1135 à 1140-1143. Quant à son architecte, il s'agirait de l'artel de « Maître Pierre », à qui est attribuée également par la chronique la construction de l'église Saint-Georges (monastère de Iouriev) à Novgorod.
La ressemblance avec ses travaux à Novgorod est évidente remarque l'historienne d'art Véra Traimond : six piliers, trois coupoles ornées d'une arcature au sommet du tambour.
La disposition des deux coupoles plus petites en retrait donne un équilibre exemplaire à l'édifice.

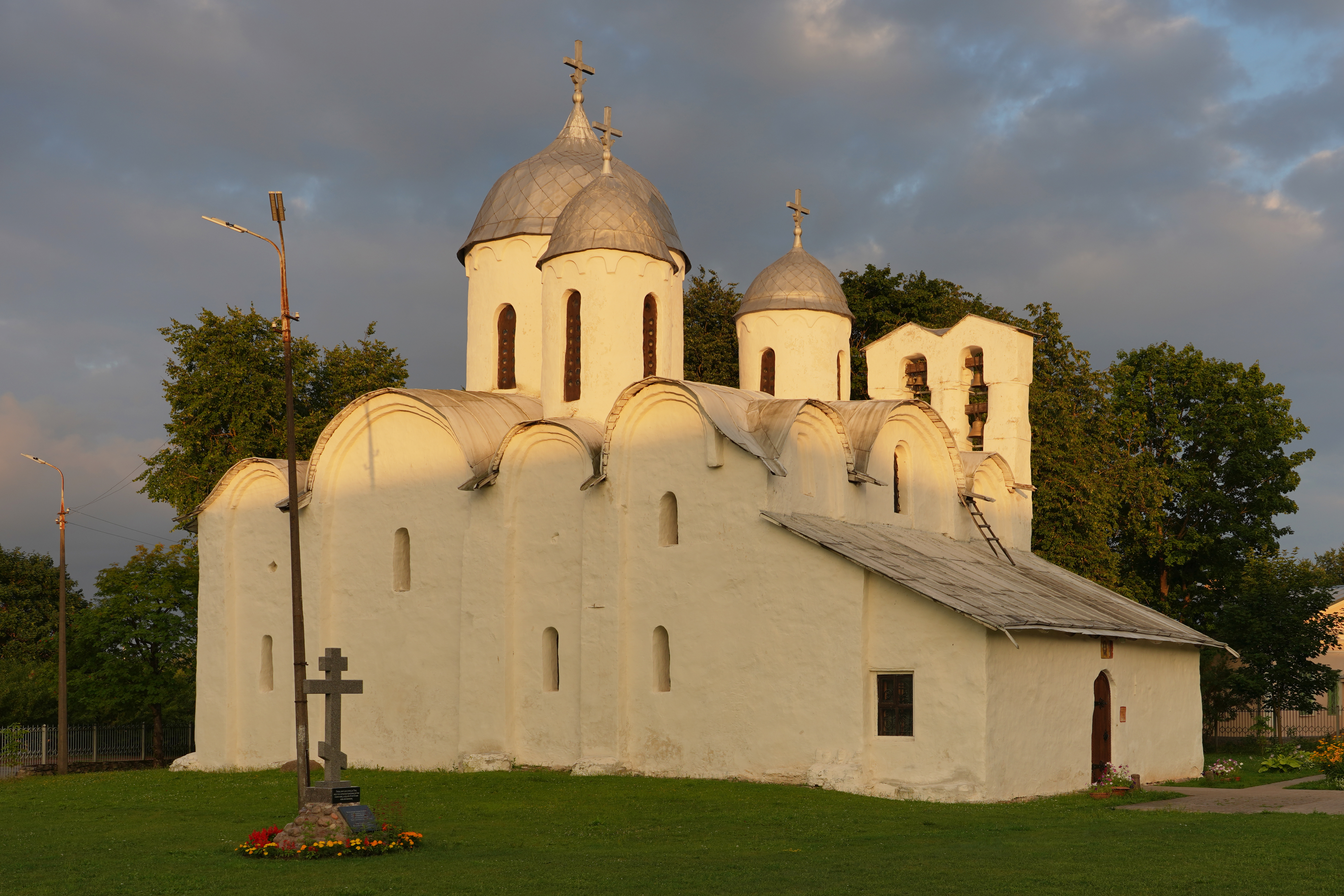
Vue de la façade et de son clocher-arcature

Les façades sont séparées les unes des autres par des pilastres et les arcades formées sont recouvertes de zakomars. L'intérieur de l'église est garni de tribunes en bois qui bénéficient d'une belle luminosité.
Les piliers intérieurs sont de formes octogonales à l'ouest, et rondes à l'est pour permettre une meilleure visibilité de l'autel par les fidèles. Contrairement aux églises de Novgorod comme celle du monastère d'Antoniev il n'y a pas de tour-escalier. Par contre un clocher-arcade est implanté au sud-ouest en façade. 
Ce témoin de la première architecture de Pskov est marqué par celle de Novgorod. Mais son style garde son originalité en étant plus simple, moins monumental. Comme les autres édifices de Pskov il est sobre, trapu. Ces édifices de Pskov occupent une place particulière dans l'histoire de l'architecture russe ancienne. Ils ont fait dès lors l'objet de nombreuses études menées par des architectes et des historiens d'art russes tels qu'Igor Grabar. Les dimensions des églises sont très réduites, mais leurs formes puissantes leur confèrent un cachet d'authenticité.  

## Restauration
- Quelques années après la révolution d'Octobre, en 1925, l'église a été fermée.
- En juillet 1944, pendant les combats pour la libération de Pskov des troupes allemandes, une partie de l'église a été détruite par les obus et par le feu.
- Entre 1949 et 1959, l'édifice a été restauré sous la direction de P. M. Maximov. Ont fait l'objet de cette restauration : les couvertures en zakomars, les coupoles en forme de casques, les portes et fenêtres, les croix surmontant les coupoles, le clocher-arcade.
- En 1962, le cimetière qui entourait l'église a été arasé et la place asphaltée.
- Entre 1970 et 1980, les travaux de restauration ont repris et des pièces de monnaie et des icônes ont été découvertes.
- En 1991, l'église est retournée dans le patrimoine de l'Église orthodoxe russe, et le nouvel abbé y a célébré un premier office.
- Entre 1993 et 2006, l'abbé Andreï Davydov a organisé dans la paroisse une école d'iconographie pour les futurs peintres. Étant lui-même peintre d'icône il a réalisé une fresque sur le porche de la nef principale. Sur un projet de l'architecte S. P. Mikhaïlov, il a réalisé une petite iconostase à deux registres en style byzantin pour l'église.
- Le 3 avril 2009, la cathédrale a été à nouveau consacrée et six cloches pesant de 7 à 320 kilos ont été installées.

Le monastère a été rattaché au monastère de Krypetskoïe situé à une vingtaine de kilomètres de la ville de Pskov.